# Pudicitia (geslacht)
Pudicitia is een geslacht van vlinders uit de familie van de dikkopjes (Hesperiidae). De wetenschappelijke naam is voor het eerst geldig gepubliceerd in 1895 door Lionel de Nicéville. Hij plaatste als eerste soort in het geslacht Pudicitia pholus, door hemzelf in 1889 oorspronkelijk Parnara pholus genoemd.